# Elisabeth Kiernanová Avericková
Elisabeth Kiernanová Avericková je americká televizní scenáristka, herečka a producentka známá především svou prací na animovaném seriálu Simpsonovi. Jejím manželem je americký střihač Spencer Averick, mají spolu dítě jménem Kiernan.
V minulosti produkovala televizní seriál Crazy Ex-Girlfriend, kde působila také jako asistentka scenáristů, podílela se taktéž na filmu Selma, televizním seriálu Lidský terč, a televizní seriál Nultá hodina. 

## Scenáristická filmografieSimpsonových
Filmy
- S Lokim nejsou žerty

32. řada
- Rovnátka

33. řada
- Hvězda zákulisí[2][3][4]
- Kmotr